# Gustav Mahler
Gustav Mahler (Kaliště, 1860. július 7. – Bécs, 1911. május 18.) cseh–osztrák zeneszerző, karmester. Rendkívüli tehetséggel rendelkezett, hiszen hatévesen már komponált, és tizenöt éves korában került a bécsi konzervatóriumba. Karmesteri és operaigazgatói karrierjét húszévesen kezdte, és dolgozott Ljubljanában, Kasselben, Prágában, Lipcsében, Budapesten, Hamburgban és a bécsi Udvari Operában is.

## Ifjúsága
Gustav Mahler askenázi zsidó szülők második gyermekeként, Kalischtben (ma Kalište), Csehországban született, ahonnan pár hónap múlva családja Iglauba (ma Jihlava) költözött. Apja, Bernard a város díszpolgára volt, több kocsmával, szeszfőzdével és pékséggel rendelkezett. Ennek ellenére boldogtalan gyermekkora volt, alkoholista, otthon brutális, nőcsábász apja, bigottan vallásos anyja, Maria Hermann mellett. Tizennégy testvéréből hét fiatalon meghalt.
Korán jelét adta zenei tehetségének, négyévesen az utcán vonuló katonazenekar után „vonult” harmonikázva, hatévesen vidám polkát komponált, amit – pokoli környezete jellemzésére – gyászinduló vezet be. Korán kezdett zenét tanulni, zongorázott, és Heinrich Fischertől, a helyi Szent Jakab-templom karvezetőjétől az összhangzattant is megismerte. Gyerekkorában kialakult a később mindig jellemző messianizmusa, miszerint Isten keresése és a művészet szolgálata váltja meg az embert. Az iglaui német nyelvű gimnáziumba járt, és a városi színházban adta élete első zongorakoncertjét nagy sikerrel. Később egy prágai gimnáziumban tanult, majd 1875-ben beiratkozott a bécsi konzervatórium zongoraszakára, ahol tanára Julius Epstein volt. Emellett összhangzattant és komponálást is tanult magántanáránál, Anton Brucknernél. Ebben az időben alaposan tanulmányozza Schopenhauer és Nietzsche filozófiai műveit, melyeknek erős hatásuk volt később művészetére. A konzervatóriumban abbahagyta a zongoratanulást, a zeneszerzői és karmesteri karrier felé indult. Még nem volt húszéves, amikor tanulmányait befejezve, elhagyta Bécset.

## A pályakezdő
Iglauban színházi karmesteri állást ajánlottak az éhező ifjúnak, amit nyomasztó emlékei miatt nem fogadott el. Rövid ideig Bad Hallban helyettesítő karnagy, majd Laibach, a mai Ljubljana színházának tizenhét tagú zenekarát vezette. Első komolyabb állását az olmützi (Olomouc) színházban kapta. Bár csak egy szezont töltött itt, már kialakult a később mindvégig jellemző vad és kíméletlen karmesteri stílusa és emberi különcsége.„Ahol a zene, ott legyen a démon” – volt a később is sokat hangoztatott elve. A körülményekhez képest kiváló előadásokat produkált, a karmesteri munka mellett rendezett, sőt díszleteket is tervezett.
Híre a közeli Németországba is eljutott, a drezdai Udvari Operaház főrendezője, Karl Uebenhorst fedezte fel, így lett „második ember”, karigazgató Kasselban. Egy szezont töltött itt, majd a rá később is jellemző botránnyal és sikerrel távozott. Monumentális előadással készült a nyári fesztiválra, négyszáz tagú kórussal, ismert szólistákkal és a közepes tehetségű főnöke, Wilhelm Treiber vezette zenekarral. Próbálták rábeszélni, hogy az előadás vezetéséről mondjon le utóbbi javára. Egy helyi lapban megtámadták: „németek végzik el a munkát, és egy zsidó zsebeli be a dicsőséget”. A zenekar elállt az előadástól, de Mahler a közeli városok zenészeivel és a helyi helyőrségi zenekarral megtartotta az előadást, ami hatalmas sikert aratott. Egy év után, 1886 nyarától szerződtette a nagy hírű lipcsei opera, az állásra várva a prágai Német Színházban dolgozott.
Lipcse nagy zenei hagyományokkal bíró szász város volt. Itt dolgozott Bach, Wagner szülővárosa volt, itt működött már akkor is a Mendelssohn által híressé tett, máig működő Gewandhaus zenekara. A vezető karmester a magyar Nikisch Artúr volt. A Mahlernél öt évvel idősebb, de akkor már világhírű karmester Magyarországon született, és rendkívüli zongoristaként tizenegy évesen már a bécsi konzervatóriumban tanulhatott. Végzés után röviddel már karmester, tehetsége (és kitűnő modora, eleganciája) miatt hamar ismert lett Európában. Mahler lázasan munkához látott, mellette szerelmi viszonyt kezdett Marion von Weberrel, akinek férje Carl Maria von Weber unokája volt. Az egyébként ezredes utódtól megbízást kapott a német opera atyja által csak vázolt dalmű, A három Pinto befejezésére. Ez a darab komoly művészi és pénzügyi sikert hozott neki. 1888. január 20-án mutatták be az európai operák többségének vezetői, a kor híres zenekritikusai előtt, sőt a New York-i Metropolitan képviselője is eljött. Nem tudható, valójában mennyi volt a kapott anyag, de a művet nem jegyzik Mahler munkái között. Megismerkedett a városban koncertező, akkor Münchenben dolgozott Richard Strauss-szal, befejezte I. szimfóniáját, és dolgozott a másodikon.
Lipcsében ekkor (1887) jelent meg Mahler bécsi barátja, Siegfried Lipiner fordításában németül Adam Mickiewicz lengyel költő óriáseposza, az Ősök, német címe Todtenfeier (Gyászünnep). A dráma Mahlerre nagy hatást gyakorolt, ez lett a címe ekkor komponált gyászindulójának, és ehhez a műhöz kapcsolható az indulóból kibontakozott Második szimfónia. Talán ezért került a Mahlert nagyra tartó Leonard Bernstein jellemzésébe („német–cseh–morva–zsidó–lengyel kisfiú”) a „lengyel” jelző kakukktojásként.
Közben rengeteget vezényelhetett (az első szezonban 130, a másodikban 200 előadást dirigált), mert főnöke tüdőgyulladásban hosszan betegeskedett. Mahler azzal számolt, hogy Nikisch nem is tér vissza, és ezt a reményét ismerőseitől főnöke is megtudta. Nikisch lassan felépült, de talán ez a sikertelen puccs is szerepet játszott abban, hogy Mahler váratlanul Budapesten kapott állást.

## Budapest

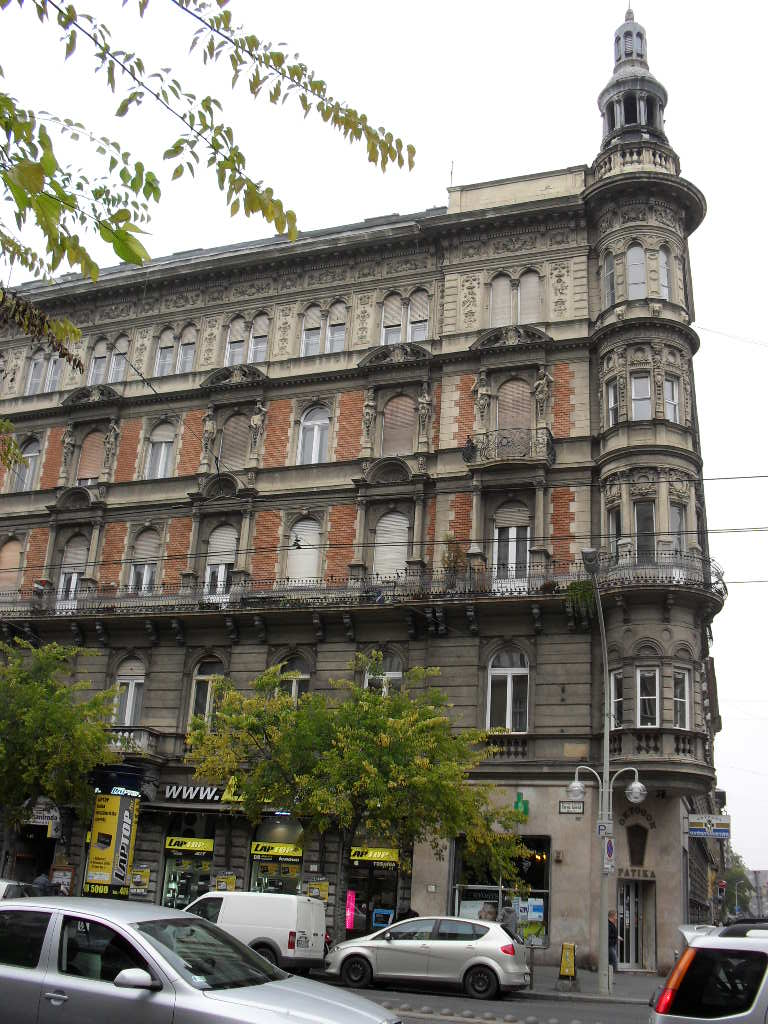
Ebben a házban lakott Mahler Budapesten

1888-ban Budapestre szerződhetett, ahol a négy éve épült, akkor Európa legmodernebb dalszínháza, a Magyar Királyi Operaház művészeti igazgatója és vezető karnagya lett. Elődje, Erkel Sándor után a színház komoly művészeti és pénzügyi válságban volt. Kinevezése előtt ezért is mondott nemet a meghívásra Nikisch, ahogy Liszt Ferenc pártfogoltja, Felix Mottl is. Tízéves szerződést írt alá Beniczky Ferenc intendánssal, kirívóan magas, évi 10 000 forintos fizetéssel. 1889. január 29-én mutatkozott be a magyar közönségnek, A Rajna kincse első magyar nyelvű előadásával, amelynek elején színpadi tűz ütött ki, amit a megérkező tűzoltók és a művészek eloltottak, majd végigjátszották az operát – hatalmas sikerrel. Másnap Richard Wagner Ring-tetralógiájának másik darabja, A walkür tűz nélkül is sikert aratott.
1889-ben az ő meghívására települt Magyarországra Mosshammer Román osztrák hárfaművész, aki később neves bayreuthi hárfás lett, és a Zeneakadémia hárfa tanszakát is vezette.
Budapesten érte apja és pár hónap múlva anyja, majd lánytestvére halálhíre, akikről az ekkor írni kezdett Második (Feltámadás) szimfóniájának nyitótételével (Gyászünnep) emlékezett meg.
Itt mutatta be 1889-ben Első szimfóniáját, amit a közönség vegyesen fogadott, mert „oly előleges kedvező bírálatok voltak olvashatók e munkáról, hogy […] a közönség várakozása követeléssé fokozódott”.

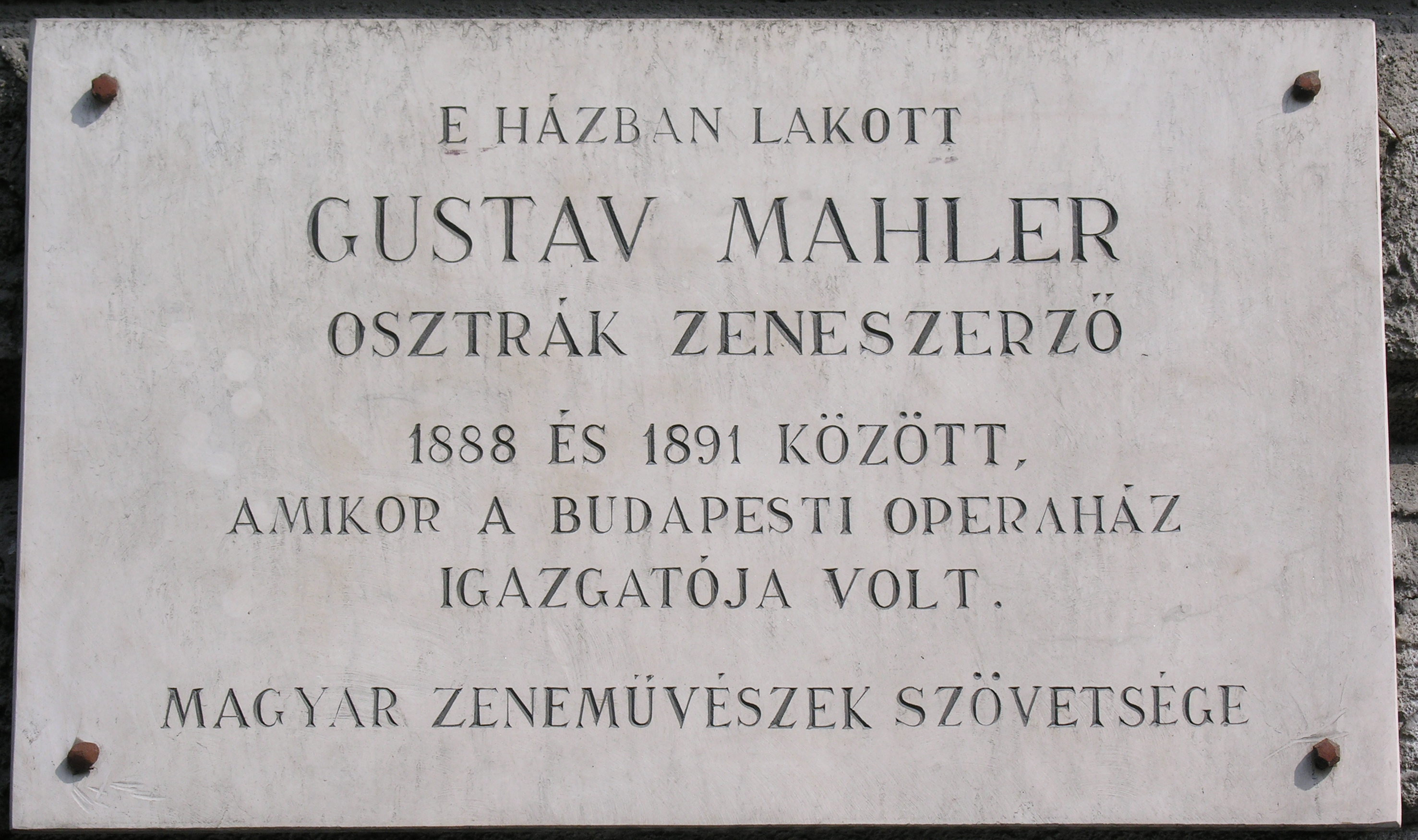
Gustav Mahler emléktáblája egykori lakhelyén, a Teréz körút 7. szám alatt

Bemutatta Pietro Mascagni Parasztbecsület című operáját is, amely a budapesti siker után (1890. december 26.) indult világhódító útjára. Talán a legnagyobb siker Mozart Don Giovannijának 1890. december 16-i előadása volt. Ezen magyar vendéglátói meghívására kelletlenül részt vett Johannes Brahms is. A nyitány után felébredt, az előadás után pedig a színpadra rohanva köszönte meg „a legkitűnőbb Don Giovanni-előadást”. Ettől kezdve Mahlert a legjobb operakarmesternek tartotta (bár zeneszerzőként fenntartásai voltak vele szemben).
Mindenre kiterjedő szigorú takarékossággal a „Mahler-Beniczky érának sikerült csökkentenie, sőt aktívumra fordítania az operai deficitet. […] Sok előadás zenei színvonala emelkedett, de ez, úgy látszik, nem csábította a közönséget a szinházba, mert a saját bevételek csökkentek.”
A Mahler-Beniczky kettős az Erkel–Podmaniczky-érához hasonló hosszú aranykort eredményezhetett volna – ahol az intendáns nem szól bele a művészeti kérdésekbe, az igazgatónak teljesen szabad kezet ad, sőt annak Szabályrendeletbeli adminisztratív kötelezettségeit is teljesen átvállalja –, ha Beniczkynek nem lettek volna magas politikai ambíciói, és ha Podmaniczkyhoz hasonlóan el tudta volna fogadtatni azt a tényt, hogy egy operaház fenntartása a prózaiakhoz képest négyszer-ötször annyiba kerül. Az operaház tehát politikai hadszintérré változott, s végül Beniczky Pest vármegye főispáni posztjára történő kinevezéséhez vezetett. Így Mahler elvesztette legfontosabb, legbefolyásosabb és legutolsó feltétlen támogatóját, védőpajzsát. A sajtó kezdettől fogva, mindvégig dicsérte azért, amit ő (is) célul tűzött ki: az előadások színvonalának, valamint az Operaház nemzetközi rangjának emelését, fiatal tehetségek felkarolását és képzését. Az idő múlásával viszont egyre hevesebb bírálatokat kapott azért, amivel nem törődött: új magyar operák színrevitelével, valamint az operaházi tagokkal való bánásmóddal.
Mahler már 1890. január 1-jén tervezte a posztjától való megválását, 1890. szeptember 26-i, október 11-i, 14-i, valamint november 7-i leveleiben pedig tisztázta szerződési feltételeit Bernhard Pollinival Hamburgban, és még Zichy Géza intendánsként való hivatalba lépése előtt aláírta a szerződést. Az Operaház kettejük általi közös vezetése mindössze hat hétig tartott, Mahler 1891. március 14-én megvált budapesti posztjától. A távozás pontos körülményeinek tisztázásához lényeges volna az Operaház irattárában őrzött, s „valamikor elkallódott” Mahler-dosszié megléte.

## Hamburg

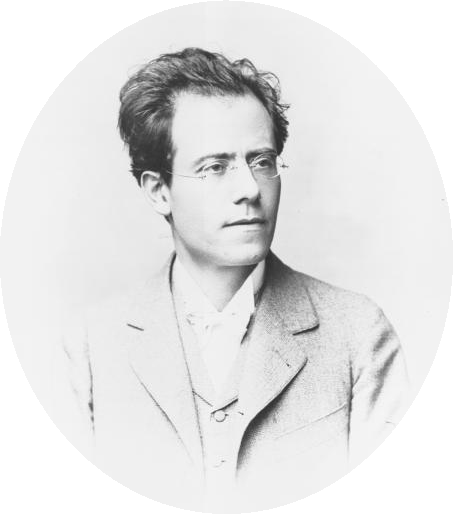
Mahler 1890 körül

Budapestről Hamburgba szerződött, ahol a városi színház zeneigazgatója lett. A gazdag és szabad Hanza-város operaháza nem az akkori szokás szerint az uralkodó, ritkábban a város kezében volt, hanem már 18 éve egy korábbi baritonénekes, Pollini bérelte, aki hajszolta az előadásokat, társulatokat utaztatott Oroszországba, de bőkezű volt az operaházzal, és kiváló énekeseket szerződtetett. Mahler az első két hónapban harmincöt előadást vezényelt, köztük Wagner Trisztán és Izoldáját, óriási sikerrel. Német nyelvterületen először mutatta be Pjotr Iljics Csajkovszkij Anyeginjét, lenyűgözve a jelen lévő zeneszerzőt. Az ekkor a Hamburgi Filharmonikusok élén álló Hans von Bülow, aki Kasselben még nem állt szóba vele, a Siegfried-előadást meghallgatva babérkoszorút küldött neki elismeréseként. Itt tanított két fiatalt: Bruno Walter Schlesinger később Bruno Walter néven (amelyet mestere javasolt) világhírű karmester, Anna von Mildenburg pedig kiváló szopránénekesnő (és mestere szerelme) lett.
Az impresszárió hajtotta, amikor a városban kitört kolerajárvány (1892) miatt nem akart visszatérni, egy év fizetéselvonással fenyegette meg. A Hamburgban töltött hat évad alatt hétszáznegyven előadást vezényelt, állandóan panaszkodott, hogy nincs ideje zeneszerzői munkára, és kesergett, hogy szimfonikus koncertek vezénylésére alig volt lehetősége. Ez alól az egyik kivétel első és utolsó londoni turnéja 1892 nyarán. Százötven tagú együttessel tíz alkalommal lépett fel a Covent Garden már akkor híres előadótermében. Hamburgban lelkesen szervezett egy koncertsorozatot, ám a nyolc előadás nem volt sikeres. Nem csak azért, mert alkalmi zenekarral játszott, és egyébként is inkább tartották a „dalszínházi árokba”, mint pódiumra való karmesternek. Mahler előadásai eltértek az akkor megszokottól, részeket, szólamokat írt át, tempót váltott. De többek közt a koncertjeit végigülő tanítvány, Bruno Walter ekkortól élete végéig a valaha volt legnagyobb előadóművésznek tartotta.
Hamburgi évei alatt nyarait Salzkammergut hegyei között, Steinbachban bérelt nyaralóban töltötte rendszerint három testvérével, és a bécsi konzervatóriumban megismert, férjétől elvált brácsaművésznővel, Natalie Bauer-Lechnerrel. Budapesten is találkoztak, évekig barátok voltak (Natalie a felesége is szeretett volna lenni), és a nő részletes feljegyzést vezetett Mahler életéről. Nyári szokásává vált, hogy meglátogassa Brahmsot a nyaralójától 25 kilométerre lévő Bad Ischlben. Közben komponált, befejezte a Második szimfóniáját. Évek óta halogatta a mű befejezését, egyébként is ötletszerűen dolgozott szimfóniáin. Bülownak 1891-ben lejátszotta a Budapesten írt nyitótétel, a Gyászünnep egy rövid részletét, aki hamar befogta fülét, majd élesen kritizálta a zenét. A művel 1894-ig vajúdott, amikor Bülow temetésén a templomi kórus elénekelte a régi gyászdalt, a Feltámadást. A dal – és talán a hangulat – villámcsapásként érte. A temetés után három hónappal kész volt a mű, a zárótételben kórussal, amelyhez két versszakot vett át a hallott gyászdalból (és a címet), a többit maga írta. Ezt a művét 1895. december 15-én mutatta be Berlinben. A koncert végén a szobájába rohant, és összeesett. A közönség rövid szünet után óriási tapsviharral ünnepelte, sokan sírva fakadtak. És fél év múlva befejezte a félelmetes, öttételes Harmadik szimfóniát is, amelynek negyedik tételében megszólal Nietsche Éjféli dala (Mitternachtslied), az akkor megismert Imigyen szóla Zarathustra (Friedrich Nietzsche)|Imigyen szólott Zarathustrából, amiből baráti körben is gyakran olvasott fel részleteket.

## Bécs
Karmesteri működésének következő állomása Bécs volt, ahol 1897. április 8-tól az Udvari Opera, a Hofoper vezetője lett. Az állást, amelyre mindig vágyott, és amit 1897–től 1907-ig töltött be, nehezen kapta meg. Egyik legerősebb ellenzője Cosima Wagner, Liszt Ferenc lánya, korábban Hans von Bülow, később Wagner második felesége. Az Udvari Operának egyébként is volt három karmestere, akik közül a magyar származású Richter János 1879 óta dolgozott ott, így esélyes volt a visszavonuló Wilhelm Jahn helyére. Azonban számos német és magyar főnemes (köztük a Bécsben is befolyásos Apponyi Albert gróf), sok szakember, köztük a pár nappal korábban meghalt „budapesti ismerőse”, Brahms baráti köre, több újságíró járt közbe érdekében, és – az állás elnyeréséért – Mahler felvette a keresztséget.
Kinevezése után munkamániás zsarnokként viselkedett. Május 11-én mutatkozott be a Lohengrin nagy sikert aratott előadásával. Az első három évadban szezononként száz alkalommal vezényelt, működése alatt hatvanhárom különböző operát mutatott be, köztük első ízben német területen Smetana és Csajkovszkij néhány művét. De elutasította az uralkodó, Ferenc József kérését, hogy mutassák be budapesti riválisa, Zichy gróf operáját. „A gesztenyefától nem várhatjuk el, hogy narancsot teremjen” – mondta.
Tisztelte az alkotókat, számos opera csonkítását visszaállította, így előadásában Wagner Az istenek alkonya operája az akkor szokásosnál egy órával hosszabb lett. Hasonlóan játszotta a Ring többi, hosszú és nehéz darabját. Mindez konfliktusokhoz vezetett a még két évig dolgozó Richterrel. Richard és Cosima Wagner fiának, Siegfried Wagnernek gyenge vígoperáját (A naplopó – Der Bärentrager) is színpadra vitte, de alaposan meghúzva, amit a sértett mama indulatosan fogadott. Óriási sikert aratott a szerző, ifj. Johann Strauss jelenlétében bemutatott A denevér előadása. Richard Strauss obszcénnek tartott, és ezért többször elutasított második operáját (Tűzínség) is bemutatta, 1901-ben. A szólistákkal egyszerre gyűlölték és szerették egymást, mindebből gyakran kiváló előadások születtek.
1898-ban megválasztották az önigazgató Bécsi Filharmonikusok vezetőjének is. Richter János, aki két évtizeden át volt a Filharmonikusok választott vezetője, de 1898-ban jobb karja lebénult, és maga helyett Mahlert javasolta, a zenészek pedig megszavazták a javaslatot. A zenészek többsége az operaház zenekarának volt fizetett alkalmazottja, vagyis Mahler beosztottja. Hamar konfliktushoz vezetett, hogy meg akarta törni azt a hagyományt, ami szerint a zenekar maga választja meg repertoárját, és számos régi zenekari tagot küldött el. Ő vezette be – máig tartó érvénnyel –, hogy a zenekari tételek között a közönség ne tapsoljon. Vezetése alatt telt házas koncerteket adtak, de a klasszikusok Mahler-interpretációja gyakran váltott ki éles szakmai és közönségkritikát. A zenekart ő vezette első külföldi turnéjára, a Párizsi Világkiállítás programjában szerepeltek, nem nagy sikerrel. 1901-ben elvesztette a bizalmi szavazást, távozott a Filharmonikusok éléről, ám még évekig visszajárt vendégkarmesterként.
1901. február 24-én délután a Filharmonikusok koncertjét, este Mozart Varázsfuvolájának ünnepi, 110. előadását vezényelte. Éjjel erős aranyérvérzést kapott, alig élte túl. Ezen az előadáson jelen volt a Mahlernál 19 évvel fiatalabb, feleannyi idős Alma Schindler. Személyesen csak novemberben ismerkedtek meg, és 1902. március 9-én összeházasodtak. Felesége szintén zeneszerzéssel próbálkozott, kevés sikerrel. Két gyermekük született, házassága nem volt felhőtlen, felesége elnyomó vetélytársat látott benne, meg is csalta Walter Gropius építésszel, akihez Mahler halála után feleségül is ment. Felesége szülei (neves festőművészek) ismertették meg az akkori kor ifjú lázadó művészeivel (Arnold Schönberg, Alban Berg, Max Reinhardt, Gustav Klimt, Stefan Zweig), csodálta előadásait Romain Rolland, Thomas Mann és még egy ifjú vándormunkás, Adolf Hitler is.
Három hónappal esküvője után egy német kisváros, Krefeld nyári fesztiválján, a helyi zenekarral, de a nézőtéren számos hírességgel (köztük Richard Strauss-szal), bemutatta az 1896-ban befejezett Harmadik szimfóniáját, amivel élete legnagyobb sikerét aratta. Majd három év szünet után gyorsan újabb szimfóniákat (4–8.) és dalokat, köztük a Kindertotenlieder (Gyermekgyászdalok), írt vagy fejezett be. A Nyolcadik szimfónia nyolc hét alatt született, s olyan hatalmas zenekari és kóruslétszámot kívánt, hogy „Ezrek szimfóniája” néven emlegették. Bécsben sikeres, nagy rajongótábora volt, de a „szakmán” belül mindenkivel (zenészek, énekesek, vezetés) feszült volt a viszonya. Jellemző, hogy bár játszották, de szimfóniái közül egyetlen bemutatóját sem tarthatta Bécsben. Annál gyakrabban adott koncertet nagy sikerrel külföldön, húsznál is több nagyvárosban.

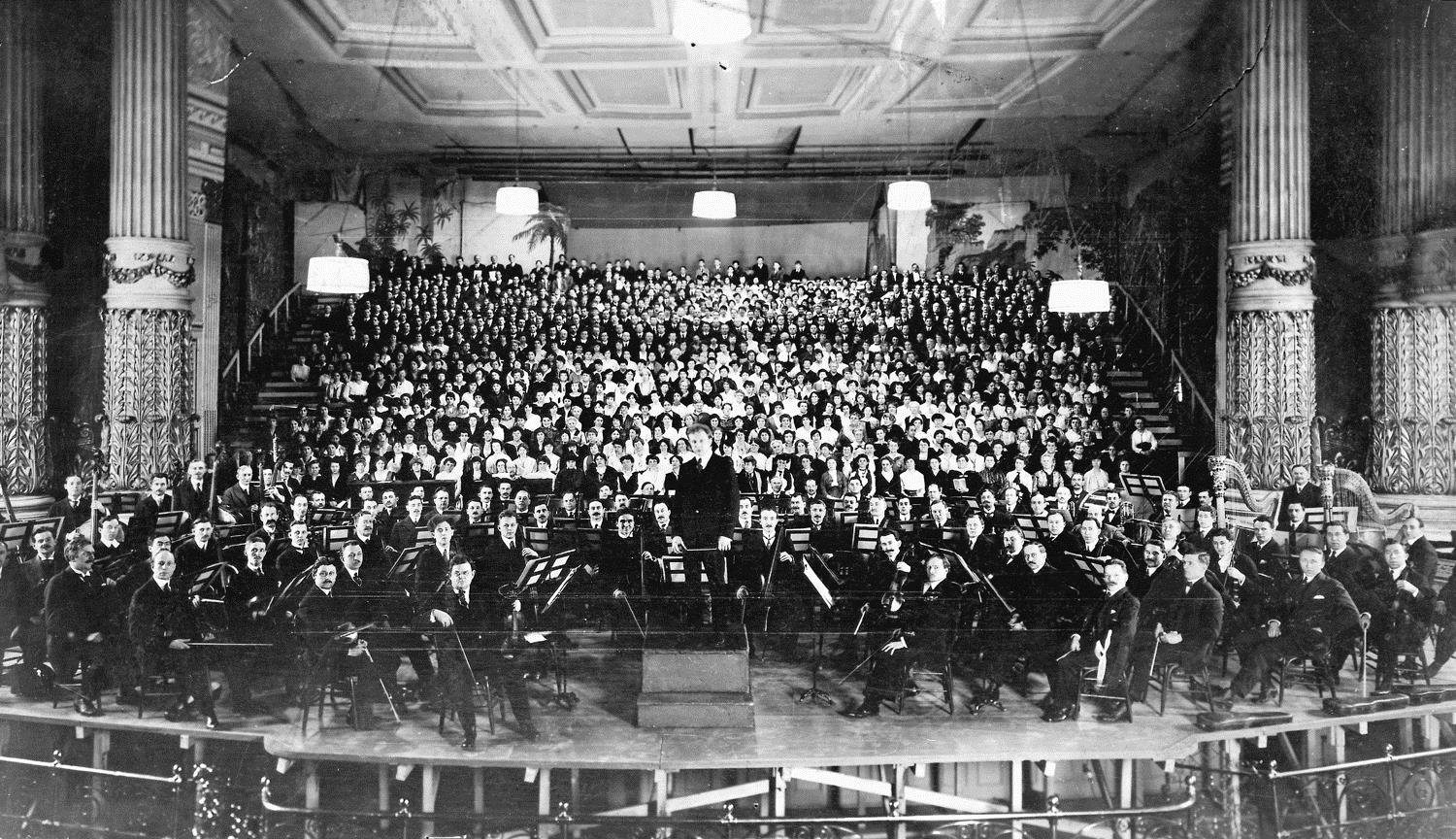
A Nyolcadik szimfónia („Ezrek szimfóniája”) amerikai bemutatóján Leopold Stokowski vezényelte a Philadelphia Zenekart, 1916-ban

Sokan irigyelték külföldi sikerei miatt, belekötöttek gyakori távollétébe. Ugyanakkor egyre gyakrabban hívták Amerikába, ahol barátja, Strauss számos hangversenyt vezényelt, nagy sikerrel. 1907-ben meghalt nagyobbik lánya, a gyász miatt is romlott az egészsége, szívbillentyűhibát állapítottak meg nála. Bár az operaház aranykorát élte vezetése alatt, ebben az évben kis összeggel túllépte a költségvetést, amiért méltánytalanul megrótták. Ráadásul egy idő után antiszemita sajtótámadások is érték, a helyzete tarthatatlanná vált, felmentését kérte a császártól. 1907. október 26-án vezényelt utoljára a bécsi operában, Beethoven Fidelióját. Két nap múlva Párizsba indult családjával, majd Cherbourg-ban hajóra szállt, s az Újvilágba indult.

## Az utolsó négy év
1907 karácsonyára érkeztek New Yorkba, ahol közel két évig maradt. Az 1883-ban épített Metropolitan Opera karmestere lett. Újévkor debütált a Metben, a Trisztán és Izolda előadással, nagy sikerrel. A következő előadáson (Don Giovanni) a már világhírű orosz basszista, Fjodor Saljapin is fellépett. Amerikában egy megváltozott Mahlert láthattak: diktátori módszerek nélkül, szokatlanul barátságos stílusban vezette a próbákat, előadásokat. Több hangversenyt vezényelt az 1842-ben alapított Philharmonic Society zenekarával, azaz a New York-i Filharmonikusokkal, három szimfóniáját is sikerrel mutatta be velük.
1908-ban a Met új igazgatója magával hozta Arturo Toscaninit. A két karmester viszonya megromlott, és feszült viszony alakult ki a Filharmonikusok vezetőjével is. A Metropolitant is támogató milliomosok csoportja nyomására (és nagy összegű adományukért) a zenekar teljhatalmat adott Mahlernek. De az előző évad sikerei elmaradtak, miközben az operában egyre többet vezényelt növekvő sikerrel Toscanini.
Közben szívbaja súlyosbodott, halálfélelme volt, és a zeneszerzést is csak hosszabb évi európai szabadsága alatt folytatta. 1910 nyara feszült volt a felesége és Gropius nyílt, botrányos viszonya miatt, de szeptember 10-én Münchenben bemutathatta monumentális Nyolcadik szimfóniáját, majd október 25-én visszatértek New Yorkba. Ekkor már a zenekar pénzügyi támogatói Mahler hatáskörét szabályozó dokumentumot szerkesztettek, annak betartására bizottságot hoztak létre, és – változatlan fizetés mellett – háromszorosára emelték a szezonban tartandó előadások számát.
Bár még nagy sikereket aratott, télen hosszú vidéki turnéra utazott a zenekarral, de egyre gyengült, torokbaja és szívbetegsége súlyosbodott, életveszélyes bacterialis endocarditist kapott. Lázasan vezényelt koncertet a Carnegie Hallban február 21-én, ami élete utolsó előadása volt. Kezelni próbálták, és azt javasolták, hogy utazzon a híres párizsi Pasteur Intézetbe. Április 18-án megérkeztek, de hamar kiderült, hogy menthetetlen. Továbbvitték Bécsbe, ahol egy hét agónia után, május 18-án este meghalt. Felesége beszámolója szerint utolsó szava, amit már eszméletlenül suttogott, Mozart volt.

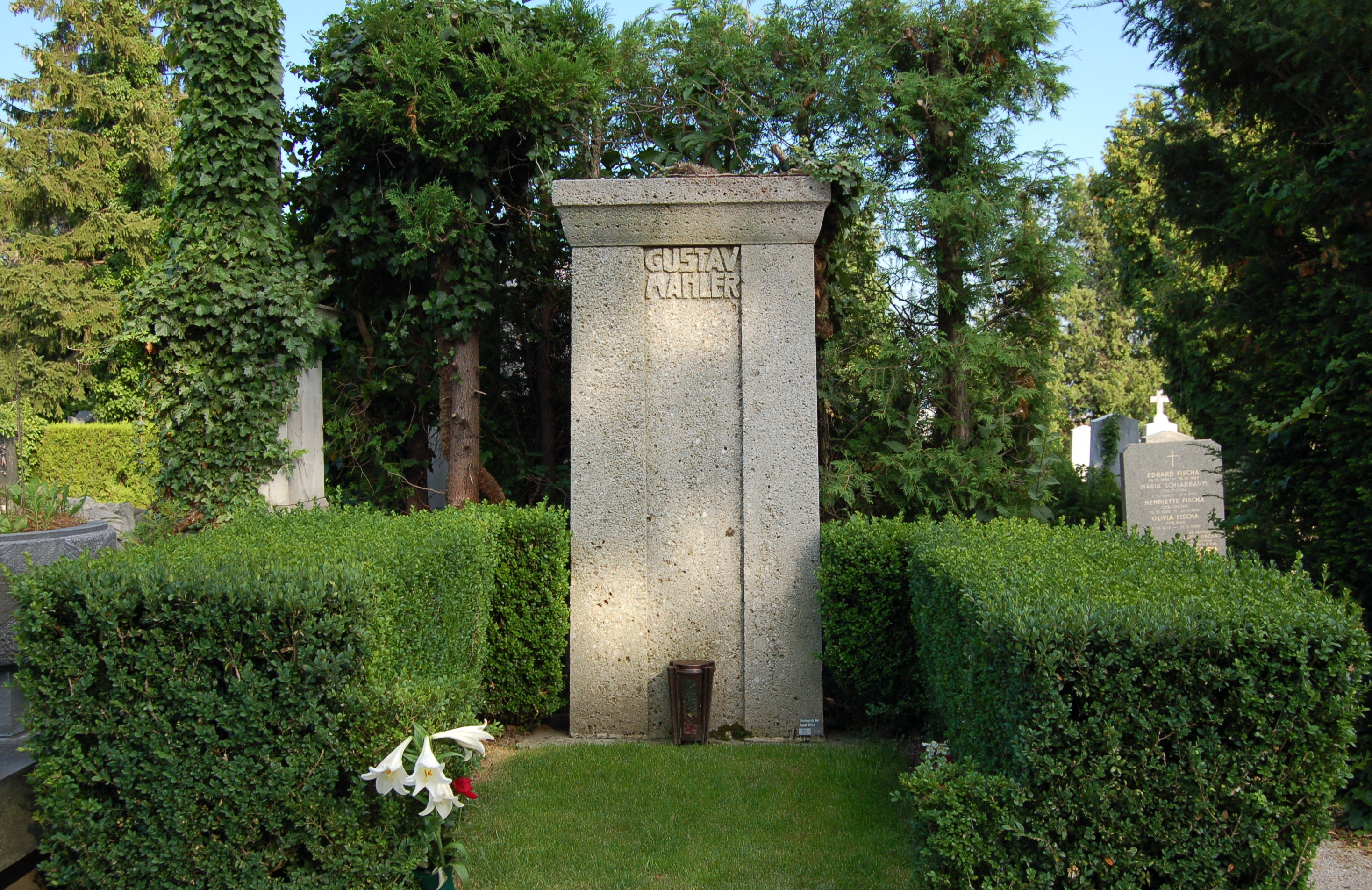
Mahler sírja a bécs-grinzingi temetőben

Özvegye, Alma Maria Mahler-Werfel, 1940-ben kiadta emlékiratait, Gustav Mahler: Levelek és visszaemlékezések címmel. A kritika szerint ezek a visszaemlékezések meglehetősen szubjektívek és önigazolók. Úgy érezte, jobb zenész, mint Mahler, csak zsarnok férje és az ő önfeláldozása miatt ezt a világ nem ismerheti meg. Könyvében férje 159 levelét tette közzé, de csak 37-et nem változtatott meg, dokumentumok százait nem publikálta.

## Jelentősége
Mahler korai művein Anton Bruckner hatása érezhető. Richard Wagnert tekintette zenei példaképének, de soha nem próbálkozott opera írásával. Érett szimfóniáiban a romantikus szimfonikus zene fejlődésének végpontjáig jutott. A szépség megszállottja volt, romantikus képzeletű művész, akinek műveiben a szuggesztív hatású részek, a hallható boldogságkeresés fogják meg a hallgatót. Több szimfóniájában (2., 3., 4.) énekhangot is szerepeltet, a Nyolcadik szimfónia pedig egy szokatlanul nagy zenekarra és kórusra írt monumentális kantáta. Élete során művei sikeresek voltak, de ezek a sikerek nem voltak átütő erejűek.
Halála óta azonban elnyerték helyüket a zeneirodalomban, és a Mahler-kultusz nyomán műveit rendszeresen előadják, és egyre több hangfelvétel készül belőlük. 1985-ig mindössze 619 felvétel volt ismert műveiből, tíz év múlva 1168, a legújabb, születésének 150. évfordulójára kiadott diszkográfia szerint a hangfelvételek száma már 2774. Egyedül az Ötödik szimfóniájának 225 felvétele listázott különböző karmesterekkel és zenekarokkal. Sajnálatos, hogy bár korában a hanglemez-technika már ismert volt, valódi lemezfelvétel nem maradt utána. Mahler 1905-ben Lipcsében a Michael Welte Társaságnál gépzongora-tekercsre (notenrolle) játszotta zongorán a 4. és 5. szimfónia első tételeinek, valamint az 1892-ben kiadott dalciklus második és hetedik dalának átiratát. A felvételeket korábban néhány lemeztársaság kuriózumként, kis példányszámban lemezen és CD-n is kiadta.
Mahler korának egyik legjobb és legismertebb karmestere volt. Ahol működött, mindenütt fellendítette a zenélés, az előadások színvonalát. Hatalmas odaadással érvényesítette a művek lényegét, és hasonlót követelt meg zenészeitől, énekeseitől, kimerítő próbák során próbálta megközelíteni a tökéletest.

## Művei
- Bevezetés és polka zongorára (1866?) (elveszett, Mahler első címről ismert darabja)
- Die Türken – dal zongorakísérettel (1866?) (elveszett)
- Zongoraművek (1875-ig) (elveszett művek)
- Lied fürs Zussner Preis (1875–78?) (elveszett)
- Dedikált dalok Maria Lorenznek (1875–80?) (elveszett művek)
- Es field ein Reif in der Frühlingsnacht-dal töredéke
- 2 befejezetlen dal (1875)

1. Weder Glück nonc Stern
2. Im wunderschönen Monat Mai

- Töredékek és vázlatok szimfonikus zenekarra (1875–76)
- Klavierstück (1875) (elveszett)
- Herzog Ernst von Schwaben – opera (1875, Revideálva: 1877) (elveszett)
- Szonáta hegedűre és zongorára (1875, Revideálva: 1877) (elveszett)
- Noktürn csellóra és zongorára (1876?) (elveszett)
- a-moll zongoranégyes (egy tétel készült el) (1876)
- g-moll scherzo zongoranégyesre (befejezetlen, valószínűleg az a-moll zongoranégyeshez) (1876)
- Szimfonikus preludium, c-moll (1876)
- Szimfónia (1876?) (elveszett)
- Kvartett-tétel (elveszett)
- Vonósnégyestétel (1876–77?)
- Andante-tétel egy zongoraszonátához (1876?) (befejezetlen, csak néhány lapnyi töredék)
- Zongoraötös (elveszett) (1876?)
- Vonósötös (elveszett) (1876–78?)
- Szimfónia (1877. szeptember) (elveszett)
- Szvit zongorára (1877. szeptember) (elveszett)
- Scherzo zongoraötösre (1878) (elveszett)
- Bruckner: 3. szimfónia átirata zongorára négy kézre (1878)
- Rübezahl – operatöredék (1878?, Revideálva: 1881–83) (elveszett)
- Északi-szimfónia (vagy szvit) (1878–82?, elveszett)
- Zongoranégyes (1879)
- Preludium a tervezett Argonauták c. operához (1879) (Mahler a művet beküldte a Beethoven-pályázatra; elveszett)
- 3 korai dal tenorhangra és zongorára (1880. február-március)

1. Im Lenz (Tavasszal)
2. Winterlied (Téli dal)
3. Maitanz im Grünen (Májusi tánc a zöldben)

- A panaszos dal (Das klagende Lied), kantáta (1878–80)
- Dalok és énekek az ifjúkorból – I. sorozat (5 dal) (1880–83)

1. Frühlingsmorgen (Tavaszi reggel) (1882–83)
2. Erinnerung (Emlékezés) (1882–83)
3. Hänsel und Gretel (Jancsi és Juliska) (1880)
4. Serenade aus Don Juan (Don Juan szerenádja) (1882–83)
5. Phantasie aus Don Juan (Fantázia a Don Juanból) (1882–83)

- a-moll szimfónia (1882–83, befejezetlen, elveszett)
- Lieder eines fahrenden Gesellen (Egy vándorlegény dalai) (1883. dec.–1885. jan.)

A dalciklus eredetileg hat dalból állt, de Mahler később redukálta. Hangszerelés: 1891–96
1. Wenn mein schatz Hochzeit Nacht (Mikor babám gyűrűt vált)
2. Ging heut' morgens über Feld
3. Ich hat' ein glühend Messer
4. Die zwei blauen Augen

- Vorspiel mit chor, előjáték kórusra és zenekarra (1883) (elveszett)
- A-dúr scherzo zongorára négy kézre (Az 1. szimfónia scherzójának előképe) (1880–83?)
- A sackingeni trombitás – kísérőzene 7 tételben Scheffel élőképeihez (1884)
- Andante „Blumine” A sackingeni trombitásból (1884) (Később az első szimfónia része lett, majd onnan is eltávolítva. Újrafelfedezve: 1966)
- Trauerhymne für die Kaiserin Anna (1884) (elveszett)
- Das Volkslied, emberi hangra, kórusra és zenekarra (1885) (elveszett)
- Weber: A három Pinto c. operájának befejezése (1887) (egy teljes finálé Mahlertől)
- Todtenfeier (Gyászszertartás), c-moll (1887–88) (Később Mahler átdolgozta, és a 2. szimfónia első tétele lett)
- 1., D-dúr, „Titán” szimfónia

1. változat: Szimfonikus költemény 2 részben (1888. február–március)
2. változat: 1893. Hamburg

További átdolgozások és változtatások 1898-ig
- Dalok és énekek az ifjúkorból – II. sorozat (5 dal) (1888-91)

1. Um schlimme Kinder artig zu machen (Rossz gyermekek megnevelése)
2. Ich ging mit Lust durch einen grünen Wald
3. Aus, aus! (Vége, vége!)
4. Starke Einbildungskraft (Erős képzelőerő)
5. Zu Strassburg auf der Schantz (A strassburgi sáncon)

- Dalok és énekek az ifjúkorból – III. sorozat (4 dal) (1888-91)

1. Ablösung im Sommer (Madarak (?) a nyárban)
2. Scheiden und Meiden (Elválni és búcsúzni)
3. Nicht wiedersehen! (Nincs viszontlátásra!)
4. Selbstgefühl (Öntudat)

- 2. szimfónia, c-moll „Feltámadás” (1891–94)
- A fiú csodakürtje (Des Knaben Wunderhorn) (13 dal)

1. Der Schildwache Nachtlied (Az őrszem éji dala) (1892)
2. Verlorne Müh’ (Kárbaveszett fáradság) (1892)
3. Trost im Unglück (Vígasz a balszerencsében) (1892)
4. Wer hat das Liedlein erdacht? (Ki találta ki e dalocskát?) (1892)
5. Das irdische Leben (Földi élet) (1892–93)
6. Des Antonius von Padua Fischpredigt (Páduai Szent Antal a halaknak prédikál) (1893) (felhasználva a II. szimfóniában)
7. Rheinlegendchen (Rajnai legenda) (1893)
8. Lied des Verfolgten im Turm (Az üldözött dala) (1898)
9. Wo die schönen Trompeten blasen (Ahol a trombita harsan) (1898)
10. Lob des hohen Verstandesn (Az értelem dicsérete) (1896)
11. Der Tamboursg’sell (A kis dobos) (1901)
12. Es sungen drei Engel einen süssen Gesang (Három angyal énekelt) (1895) (felhasználva a III. szimfóniában)
13. Urlicht (Ősi fényesség) (1892?) (meghangszerelt változata a II. szimfónia 4. tétele lett)

- 3. szimfónia, d-moll (1895–96)
- 4. szimfónia, G-dúr (1899–1900)
- c-moll scherzo zenekarra (Vázlatok, Alban Berg fedezte fel) (1901)
- G-dúr Presto, zenekarra (Vázlatok, Alban Berg fedezte fel) (1901)
- 5. szimfónia, cisz-moll (1901–02)
- Öt dal Rückert-versekre (1901–02)

1. Blicke mir nicht in die Lieder! (Ne tekints dalaimba) (1901)
2. Ich atmet’ einen linden Duft (Lágy illatot éreztem) (1901)
3. Ich bin der Welt abhanden gekommen (Búcsút mondtam én a nagy világnak) (1901)
4. Um Mitternacht (Éjfélkor) (1901)
5. Liebst du um Schönheit (A szépség szeretete) (1902)

- Gyermekgyászdalok (Friedrich Rückert verseire) (Az első három 1901, a 3–4. 1904-ben keletkezett)

1. Nun will die Sonn’ so hell aufgeh’n (1901)
2. Nun seh’ ich wohl, warum so dunkle Flammen (1901)
3. Wenn dein Mütterlein tritt zur Tür herein (1901)
4. Oft denk’ ich, sie sind nur ausgegangen (1904)
5. In diesem Wetter, in diesem Braus! (1904)

- Beethoven: 9. szimfónia zárótételének átirata fúvósokra és kórusra (1902. május)
- 6. szimfónia, a-moll, „Tragikus” (1903–04)
- 7. szimfónia, e-moll „Éji zene” (1904–05)
- 8. szimfónia, Esz-dúr „Ezrek szimfóniája” (1906–07)
- Dal a Földről (Das Lied von der Erde) (1908)
- 9. szimfónia, D-dúr (1908–09)
- 10. szimfónia, Fisz-dúr/moll (befejezetlen) (1909–10)

## Hangfelvételek
- 1. szimfónia – Youtube.com, Közzététel: 2016. okt. 26.
- 2. szimfónia – Youtube.com, Közzététel: 2014. febr. 8.
- 3. szimfónia – Youtube.com, Közzététel: 2015. febr. 10.
- 4. szimfónia – Youtube.com, Közzététel: 2018. okt. 8.
- 5. szimfónia – Youtube.com, Közzététel: 2012. márc. 24.
- 6. szimfónia – Youtube.com, Közzététel: 2018. okt. 30.
- 7. szimfónia – Youtube.com, Közzététel: 2017. júl. 30.
- 8. szimfónia – Youtube.com, Közzététel: 2012. ápr. 19.
- 9. szimfónia – Youtube.com, Közzététel: 2017. márc. 1.
- 10. szimfónia – Youtube.com, Közzététel: 2016. ápr. 25.
- Dal a Földről – Youtube.com, Közzététel: 2016. jan. 14.

## Kották
- Mahler, Gustav. International Music Score Library Project. (Hozzáférés: 2019. május 17.)